# Frank Jarvis Atwood
Frank Jarvis Atwood, född 29 januari 1956, död 8 juni 2022, var en amerikansk mördare, dömd till döden för mordet på 8-åriga Vicki Lynne Hoskinson.